# Santa Magdalena del Puig
Santa Magdalena del Puig és una capella de Gelida (Alt Penedès) protegida com a Bé Cultural d'Interès Local.

## Descripció
La capella de Santa Magadalena del Puig està situada a prop del nucli rural del Puig, en una zona envoltada de camps. Té planta rectangular amb capçalera quadrada. La construcció és molt senzilla, de pedra amb contrafort, porta adovellada amb arc de mig punt, ull de bou i coronament amb espadanya i campana. La coberta és de teula àrab, a dues vessants. L'escut dels Bertran, senyors de la baronia de Gelida, apareix a diverses lloses sepulcrals.

## Història
Sembla probable que la construcció de la capella de Santa Magdalena del Puig es realitzés durant la primera meitat del segle xiv.